# Ernst Nolte
Ernst Nolte (Witten, Alemanya, 11 de gener de 1923 - Berlín, Alemanya, 18 d'agost de 2016) fou un historiador alemany.

## Pensament
Alumne de Martin Heidegger, un tema recurrent en les obres de Nolte és l'estudi comparatiu del feixisme i el comunisme. Nolte va guanyar fama amb el llibre Der Faschismus in seiner Epoche (El feixisme en la seua època), publicat el 1963, al qual argumentava que el feixisme va sorgir com una forma de resistència i de reacció contra la modernitat. Usant els mètodes de la fenomenologia, Nolte va sotmetre els moviments de nazisme alemany, el feixisme italià i Action Française francès a una anàlisi comparativa. Va arribar a la conclusió que el feixisme era el «gran anti-moviment», car era antiliberal, anticomunista, antisemita, anticapitalista i antiburgès.
Segons Nolte, el feixisme era el rebuig a tot el que el món modern havia d'oferir i era essencialment un fenomen negatiu. El llibre va ser ben rebut en la seua època, i des de llavors és considerat un precursor de la creació de la teoria del feixisme genèric. Roger Griffin ha escrit que encara que escrita en un llenguatge arcà i fosc, la teoria de Nolte del feixisme com una «forma de resistència a la transcendència» (la paraula transcendència pot ser traduïda de l'alemany com el "esperit de la modernitat") va significar un important pas en els estudis per a entendre el feixisme, i que va ajudar a estimular als erudits a cercar noves vies per a investigar eixe fenomen.
No obstant això, en la dècada de 1970, Nolte va rebutjar la teoria del feixisme genèric que havia enunciat al seu llibre El Feixisme en la seua Època i en el seu lloc va adoptar la teoria totalitària com una manera d'explicar el comportament de l'Alemanya nazi i la Unió Soviètica. Segons Nolte, l'Alemanya nazi va ser un "reflex" de la Unió Soviètica, i amb l'excepció del "detall tècnic" de les execucions en massa per mitjà de cambra de gas, tot el que els nazis van fer, abans ho havien fet els comunistes en Rússia.

### Historikerstreit
Nolte és més conegut per començar la Historikerstreit (Disputa dels historiadors) de 1986-1987. El 6 de juny de 1986 Nolte va publicar un article anomenat Vergangenheit, die nicht vergehen will ("El passat que no vol ser oblidat") en el diari Frankfurter Allgemeine Zeitung. El seu article era una síntesi de les idees que Nolte ja havia esmentat en conferències que el va donar en 1976 i en 1980. En elles va concebre la idea que els crims dels nazis van ser una mera reacció defensiva davant els crims dels soviètics.
Segons Nolte, el nacionalsocialisme va sorgir només com resposta al «genocidi de classe» i «barbarisme asiàtic» dels bolxevics. Així mateix, argumentava que l'Holocaust, o «genocidi racial», com Nolte prefereix anomenar-lo, va anar una resposta comprensible, encara que excessiva, de part d'Adolf Hitler enfront de l'amenaça soviètica. Nolte va qualificar a l'Holocaust com una überschießende Reaktion (reacció exagerada) als crims dels bolxevics.

## Obres
- Der Faschismus in seiner Epoche. Action francaise - Italienischer Faschismus - Nationalsozialismus (1963)
- Die faschistischen Bewegungen (1966)
- Die Krise des liberalen Systems und die faschistischen Bewegungen (1968)
- Sinn und Widersinn der Demokratisierung in der Universität (1968)
- (éd.) Theorien über den Faschismus (1984)
- Marxismus und Industrielle Revolution (1983)
- Deutschland und der Kalte Krieg (1985)
- Der europäische Bürgerkrieg 1917–1945. Nationalsozialismus und Bolschewismus (1989)
- Das Vergehen der Vergangenheit. Antwort an meine Kritiker im sogenannten Historikerstreit (1988)
- Nietzsche und der Nietzscheanismus (1990)
- Geschichtsdenken im 20. Jahrhundert. Von Max Weber bis Hans Jonas (1991)
- Martin Heidegger. Politik und Geschichte im Leben und Denken (1992)
- Die Deutschen und ihre Vergangenheiten. Erinnerung und Vergessen von der Reichsgründung Bismarcks bis heute (1995)
- (avec François Furet) "Feindliche Nähe": Kommunismus und Faschismus im 20. Jahrhundert. Ein Briefwechsel (1998)
- Historische Existenz. Zwischen Anfang und Ende der Geschichte? (1998)
- Der kausale Nexus. Über Revisionen und Revisionismen in der Geschichtswissenschaft. Studien, Artikel und Vorträge 1990–2000 (2002)
- L'eredità del nazionalsocialismo. Publicación en italiano, Di Renzo Editore, (2003)
- Siegfried Gerlich im Gespräch mit Ernst Nolte: Einblick in ein Gesamtwerk (2005)
- Die Weimarer Republik. Demokratie zwischen Lenin und Hitler (2006)